# Погоня (Доктор Кто)
Погоня (англ. The Chase) — шестнадцатая серия британского научно-фантастического телесериала «Доктор Кто», состоящая из шести эпизодов, которые были показаны в период с 22 мая по 26 июня 1965 года. Последняя серия, где Йен Честертон и Барбара Райт являются спутниками Доктора, а также первая, где появляется Стивен Тейлор, новый спутник Доктора

## Сюжет

### Эпизод 1. Палачи
В ТАРДИС путешественники толпятся вокруг пространственно-временного визуализатора, устройства похожего на телевизор, которое Доктор взял из Космического музея. С помощью него можно заглянуть в любой момент прошлого или будущего. ТАРДИС приземляется, условия на планете оказываются хорошими, поэтому Йен и Вики отправляются на прогулку, во время которой обнаруживают люк в песке. Они залезают внутрь и оказываются в ловушке твари с щупальцами, Болотного зверя.
Тем временем, Доктор и Барбара загорают. Но они видят на визуализаторе, что Далеки готовятся дать отчет. Их план состоит в том, чтобы следовать за «вражеской машиной времени» (ТАРДИС) в пустыню Сагарро планеты Аридиус, найти Доктора и его спутников и уничтожить их. Доктор и Барбара видят, как Отряд вторжения заходит в машину времени и исчезает, понимают и что эти события были в прошлом, и Далеки уже могут быть тут. Они бросаются искать Йена и Вики, но ночью не успевают добраться до ТАРДИС и попадают в песчаную бурю. Наутро они видят как из песка поднимаются Далеки.

### Эпизод 2. Смерть времени
Далеки не могут найти героев, но они засекают ТАРДИС под слоем песка и заставляют выкопать её группу порабощенных аридианцев, после чего убивают их за бесполезностью для них. Доктора и Барбару спасают другие гуманоидные амфибии аридианцы. Также они находят Вики и Йена, раненого стеной, упавшей от взрыва, который предназначался для уничтожения Болотных зверей, угрожающим аридианцам. Но болотные звери вскоре появляются снова, убивают аридианца Малсана, который держал всю компанию в плену для передачи Далекам. Доктор и спутники убегают, пробираются через охрану Далеков и улетают на ТАРДИС.

### Эпизод 3. Полёт через вечность
Идет погоня через пространство и время, Далеки полны решимости найти и уничтожить Доктора и его друзей. Разрыв между машинами времени составляет пятнадцать минут, и он непрерывно сокращается. Сначала ТАРДИС останавливается на смотровой площадке Эмпайр Стейт Билдинг в Нью-Йорке в 1966 году, затем в Атлантическом океане на борту корабля Мария Целеста, где экипаж принимает их за безбилетников. Компания сбегает оттуда на ТАРДИС, вскоре после этого там приземляются Далеки и пугают команду, которая прыгает за борт.

### Эпизод 4. Путешествие в террор
В следующий раз ТАРДИС останавливается в таинственном старом доме, где обитают живые Дракула и Чудовище Франкенштейна. Но все ужасные существа атакуют Отряд вторжения, причем их оружие на них не действует. В суматохе, Доктор, Йен и Барбара, отбывая, забывают Вики, и так и не поняв, что они просто посетили аттракцион будущего в 1996 под названием Фестиваль Ганы. Под натиском монстров (на самом деле являвшихся роботами) Далеки убираются на свой корабль, Вики также проникает к ним на борт и видит, что созданного ими робота-двойника Доктора, запрограммированного на убийство Доктора и его спутников. Корабль Далеков собирается приземлиться в джунглях планеты Механус, где уже находится ТАРДИС.

### Эпизод 5. Смерть Доктора Кто
Корабль Далеков приземляется на Механусе и андроид-Доктор идет выполнять свою миссию. Джунгли планеты враждебны и полны нападающих на людей гигантских грибов, отступающих только под воздействием света. Вся команда наконец воссоединяется, но появляется и Доктор-двойник. Оба Доктора, настоящий и поддельный, утверждают, что они настоящие, но андроид называет Вики именем Сьюзен. Барбара замечает ошибку и кричит Доктору, который отключает андроида своей тростью. На следующее утро, Доктор замечает город из металла в небе, и команда решает пробраться туда. Они окружены далеками, но прибывает механоид и захватывает их в плен, тем самым спасая их.

### Эпизод 6. Решающая планета
Героев запирают в клетке с человеком по имени Стивен Тейлор, астронавтом, совершившим аварийную посадку на Механусе два года назад и взятым механоидами в плен. Далеки нападают на город, но Доктор и команда выбираются на крышу и спускаются с неё по кабелям. Механоиды и Далеки сражаются, что уничтожает город. Стивен отделяется от группы и, все думают, что он погиб.
Герои находят машину времени Далеков и убеждают Доктора показать Йену, как с ней обращаться. После прощания, Йен и Барбара отбывают, попадая в Лондон, но на два года позже, чем отбыли, в 1965 год. Машина самоуничтожается, когда Йен и Барбара выбираются из неё.
Стивен догоняет команду, и Доктор берет его на ТАРДИС, хотя Стивен не верит, что корабль путешествует во времени.

## Трансляции и отзывы
| Эпизод                 | Дата показа  | Продолжительность | Телезрители (в миллионах) | Archive  |
| ---------------------- | ------------ | ----------------- | ------------------------- | -------- |
| «Палачи»               | 22 мая 1965  | 25:25             | 10.0                      | 16mm t/r |
| «Смерть времени»       | 29 мая 1965  | 23:32             | 9.5                       | 16mm t/r |
| «Полет через вечность» | 5 июня 1965  | 25:23             | 9.0                       | 16mm t/r |
| «Путешествие в террор» | 12 июня 1965 | 23:49             | 9.5                       | 16mm t/r |
| «Смерть Доктора Кто»   | 19 июня 1965 | 23:27             | 9.0                       | 16mm t/r |
| «Решающая планета»     | 26 июня 1965 | 26:29             | 9.5                       | 16mm t/r |
| [ 1 ] [ 2 ] [ 3 ]      |              |                   |                           |          |